# Club La Tablada
El Club La Tablada es una institución deportiva argentina de hockey sobre césped femenino, rugby masculino y tenis (con sede en la ciudad de Córdoba.
Como equipo de rugby es miembro de la Unión Cordobesa de Rugby, compite anualmente en el Torneo de Córdoba y ocasionalmente en el Torneo Nacional de Clubes; máxima división del rugby argentino, campeonato que ganó en 1999.

## Historia
"El Club de la Parroquia de La Tablada" era originalmente un club social fundado por miembros de La Tablada parroquia el 24 de julio de 1943. Algunos miembros de este club ya estaban jugando al rugby por Córdoba Athletic Club y decidieron formar su propio equipo.
En 1954, Bamba Rugby Club fue fundado en el barrio de Vélez Sarsfield de Córdoba y jugó su primer partido contra el Córdoba Athletic Club.
Después de cambiar de lugar muchas veces y en busca de un lugar al que llamar hogar, Bamba Rugby Club volvió a La Tablada, el club social y los dos decidieron fusionarse y convertirse en La Tablada Rugby Club en 1955.
En este año, 1955, fue que Bamba se "funde" a La Tablada, para conformarse definitivamente e iniciar el camino ascendente.
Afiliado ese año, comenzó a jugar en segunda división, en una cancha ubicada al final del loteo, entre calles 6 y 7, que se inaugura el 9 de julio, con el Córdoba Athletic, tras la bendición de la misma.
El torneo oficial, y la sociedad en general sufre varios sobresaltos, los militares de ese momento, bombardean la plaza de mayo que culmina con el golpe de Estado al gobierno constitucional del Gral. Perón, que repercute en la actividad deportiva y social. No obstante, el torneo logra terminar y La Tablada sale subcampeón.
A tantos años de aquel acontecimiento, recordamos que el Doctor Tillard y el Ingeniero Masjoan encabezaban la Comisión Directiva, que encontraron a su arribo al club. Entre los grandes colaboradores del grupo que comenzó a practicar, mencionaremos al gordo Medina y negro Casas, de Villa Belgrano (donde nació "Bamba", en una casa de Vélez Sarsfield esquina Caseros), Don Buzzo - también alma mater- del hockey de las chicas y Chicho Márquez, del Cerro de las Rosas.
Se agrega la fundación de la Escuela de Rugby, instituida para la formación filosófica de los jugadores.

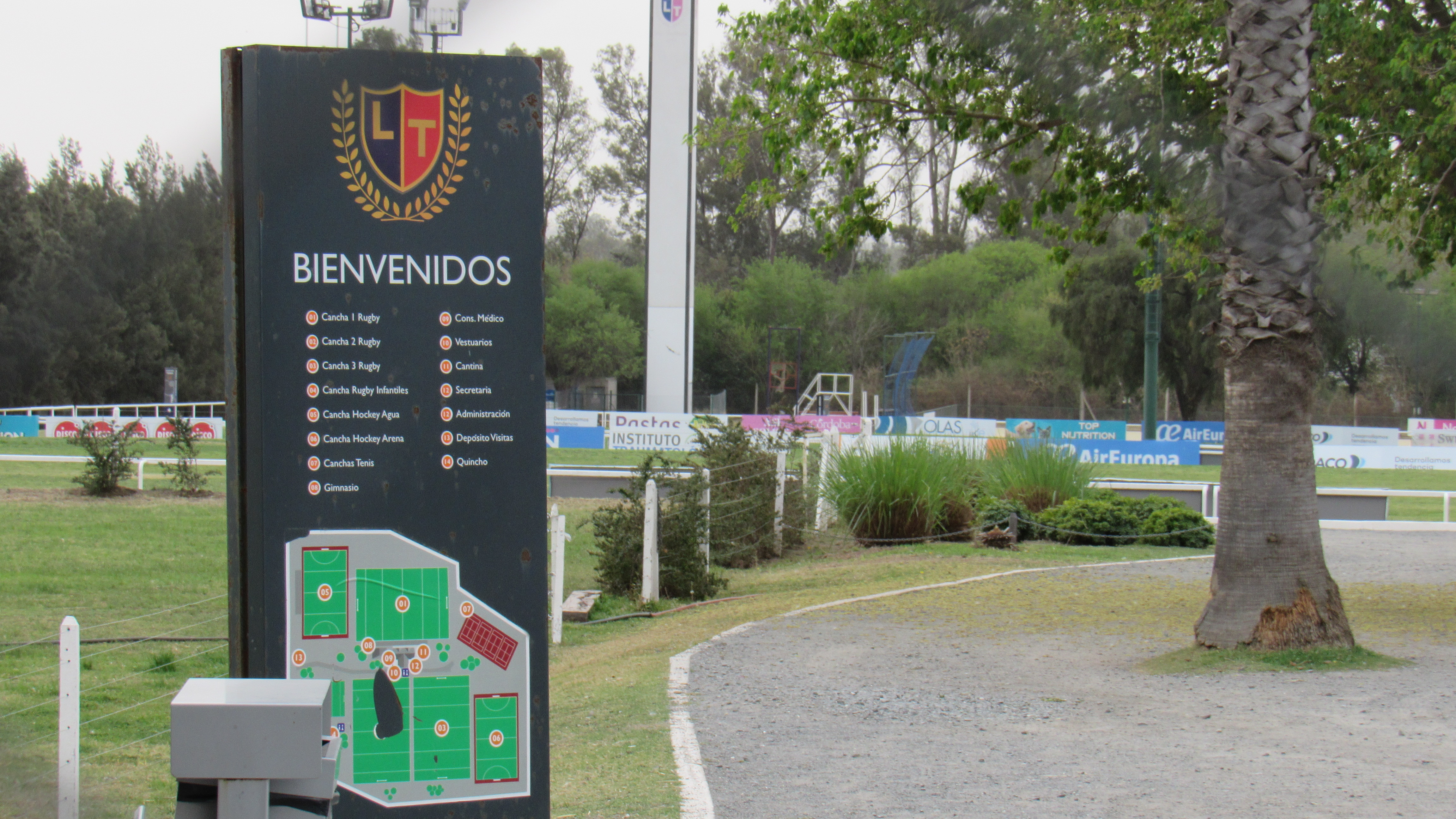
Acceso a las instalaciones en Villa Warcalde

En 1956 -cuando aún participaba de los torneos de segunda división- juega su primer encuentro de nivel interprovincial. Viaja a San Fernando, para enfrentar a esa escuadra de la U.A.R., invitando a los mellizos Quetglas a participar del evento para reforzar sus filas.
Ese mismo certamen sufre innumerables suspensiones de fechas, porque se desata -en pleno desarrollo- la epidemia de poliomielitis, que obliga a las autoridades, la prohibición de la actividad deportiva, a los menores de 20 años.
A pesar de ello, se vuelve a clasificar subcampeón.
Ese mismo año, es cuando nace la primera cuarta división, que será el relevo del primer equipo, en la década siguiente.

### Rivalidades
Mantiene una gran rivalidad con el Tala Rugby Club, siendo este, el enfrentamiento con más asistencia del Rugby local y vecinos en la zona norte, por lo tanto se transformó en un clásico de Córdoba.

## Jugadores destacados
Jugadores convocados a los Pumas.

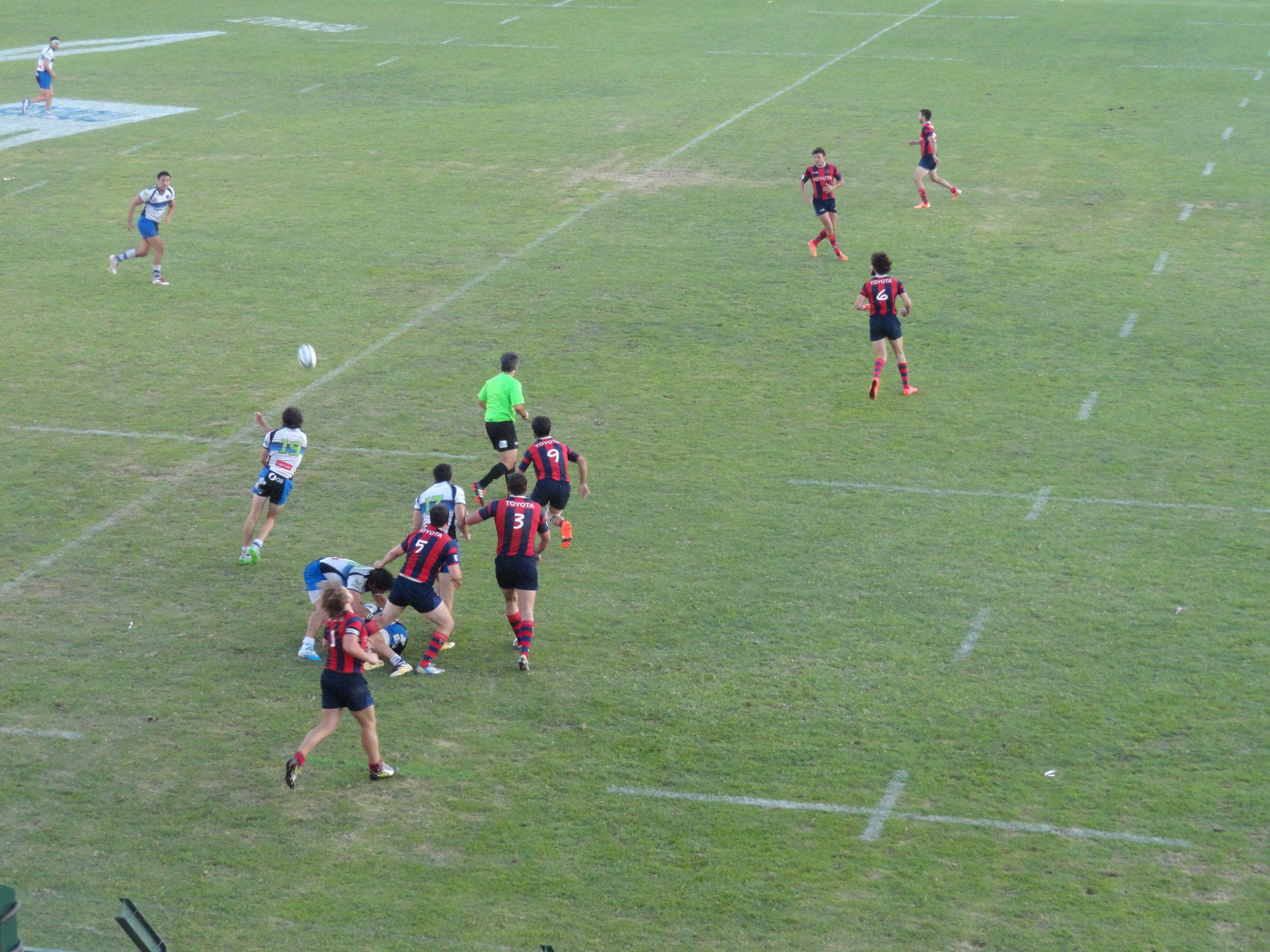
Encuentro entre La Tablada y Carrasco Polo en el Seven de Punta del Este 2017

- Ricardo Passaglia (1971–1986): primer jugador del club en ser convocado a los Pumas, en 1977.
- Javier Caminotti (1985–2000): jugó 3 partidos con los Pumas en 1987.
- Julián Légora (1992–2008). Pumas Seven 1996
- Francisco Leonelli (1997–2014). Pumas Seven
- Daniel Rodríguez (1997–2014).
- Juan Cruz Légora (1997–2003).
- Gastón Revol (2005–). Pumas Seven
- Matías Alemanno (2011–).
- Marcos Caldo (1992-2002): jugó 1 partido con los Pumas en 1990. Pumas Seven 1994 y 1995
- Javier Dragotto (1991-2007): fue convocado a los Pumas en 1998. Pumas Seven 1995 y 1996
- Rodrigo María (1998-2014): jugó 1 partido con los Pumas en 2008.

 Se indica la nacionalidad deportiva. Los siguientes representaron a la Azzurri, todos nacieron en Argentina.
- Diego Domínguez (1985–1990): quinto máximo anotador en test matches de la historia.
- Ramiro Pez (1998–2000 y 2009–2014): apertura titular.
- Javier Dragotto (1998–2007). Italia Seven 2001-2005
- Lisandro Villagra (1996–2000 y 2007–2011).
- Pablo Canavosio (2004–2008). Italia Seven 2005-2006
- Gonzalo Canale (2012–2016).
- Luciano González Rizzoni (2018- actualidad) Seven

### Hockey
- Valentina Braconi (2010–): es internacional con la Selección de Italia desde 2012.[1]

## Palmarés
- Campeón del Torneo Nacional de Clubes de 1999.
- Campeón del Torneo del Interior en 4 ocasiones: 2001, 2010, 2011 y 2017.
- Campeón del Torneo de Córdoba en 14 ocasiones (no se computan los triunfos compartidos):

1965, 1966, 1978, 1987, 1988, 1991, 1994, 1997, 2000, 2001, 2003, 2006, 2012 y 2013.
- Sudamericano de Clubes (1): 2000